# 氷川神社 (鴻巣市上谷)
氷川神社（ひかわじんじゃ）は、埼玉県鴻巣市の神社。

## 歴史
創建年代は不明である。ただ江戸時代後期の地誌『新編武蔵風土記稿』に記載されていることから、その頃には既に存在していたものと推測される。「千寿院」が別当寺であった。千寿院は修験道本山派の寺院であったが、明治初期の神仏分離により、廃寺に追い込まれた。
1873年（明治6年）、近代社格制度に基づく「村社」に列せられ、1907年（明治40年）の神社合祀により周辺の3社が合祀された。

## 交通アクセス
- 路線バス生出塚停留所より徒歩12分。